# Coupe d'Europe de ski alpin 2022-2023
Navigation
2021-2022 2023-2024
La Coupe d'Europe de ski alpin 2022-2023 est la 52e édition de la Coupe d'Europe de ski alpin, compétition de ski alpin organisée annuellement. Selon le calendrier initial elle se déroule du 28 novembre 2022 au 19 mars 2023 dans vingt-huit stations européennes réparties dans dix pays.

## Déroulement de la saison

### Saison des messieurs
36 épreuves sont prévues au départ pour les messieurs cette saison et se composent de :
- 9 épreuves de descente
- 9 épreuves de super-G
- 9 épreuves de slalom géant
- 9 épreuves de slalom

Ces épreuves se déroulent sur 16 sites.
| \| Gurgl Zinal Santa Caterina Obereggen Val di Fassa Saint-Moritz Wengen Folgaria Berchtesgaden Garmisch Jaun Tarvisio Orcières \| Les sites des compétitions situés dans les Alpes |
| Gurgl Zinal Santa Caterina Obereggen Val di Fassa Saint-Moritz Wengen Folgaria Berchtesgaden Garmisch Jaun Tarvisio Orcières                                                        |

| \| Levi Gälivare Narvik \| Les sites des compétitions dans les pays nordiques |
| Levi Gälivare Narvik                                                          |

### Saison des dames
38 épreuves sont prévues au départ pour les dames cette saison et se composent de :
- 9 épreuves de descente
- 9 épreuves de super-G
- 10 épreuves de slalom géant
- 10 épreuves de slalom

Ces épreuves se déroulent sur 15 sites.
| \| Valle Aurina Zinal Hasliberg Crans-Montana Maribor Sarntal Mayrhofen Vaujany Ponte di Legno Zauchensee Châtel \| Les sites des compétitions situés dans les Alpes |
| Valle Aurina Zinal Hasliberg Crans-Montana Maribor Sarntal Mayrhofen Vaujany Ponte di Legno Zauchensee Châtel                                                        |

| \| Suomu Gälivare Sarajevo - Bjelasnica Narvik \| Les sites des compétitions hors Alpes |
| Suomu Gälivare Sarajevo - Bjelasnica Narvik                                             |

## Classement général
| Rang | Nom                      | Points | Victoire(s) | Podium(s) |
| ---- | ------------------------ | ------ | ----------- | --------- |
| 1    | Josua Mettler            | 856    | 2           | 5         |
| 2    | Marco Kohler             | 602    | 1           | 4         |
| 3    | Arnaud Boisset           | 560    | 1           | 4         |
| 4    | Halvor Hilde Gunleiksrud | 535    | 2           | 6         |
| 5    | Gilles Roulin            | 534    | 3           | 4         |
| 6    | Stefan Rieser            | 492    | 2           | 4         |
| 7    | Franjo von Allmen        | 476    | 1           | 1         |
| 8    | Fredrik Møller           | 446    | 2           | 2         |
| 9    | Alex Vinatzer            | 439    | 1           | 4         |
| 10   | Felix Hacker             | 430    |             | 3         |

| Rang | Nom                   | Points | Victoire(s) | Podium(s) |
| ---- | --------------------- | ------ | ----------- | --------- |
| 1    | Nadine Fest           | 836    | 3           | 8         |
| 2    | Michaela Heider       | 818    | 3           | 6         |
| 3    | Christina Ager        | 789    | 4           | 7         |
| 4    | Moa Boström Müssener  | 683    | 1           | 6         |
| 5    | Sabrina Maier         | 674    | 1           | 4         |
| 6    | Beatrice Sola         | 646    |             | 2         |
| 7    | Doriane Escané        | 639    | 2           | 4         |
| 8    | Michelle Niederwieser | 615    | 1           | 5         |
| 9    | Mélanie Meillard      | 540    | 2           | 4         |
| 10   | Hilma Lövblom         | 525    | 2           | 4         |

## Classements de chaque discipline
Les noms en gras remportent les titres des disciplines.

### Descente
| Rang | Nom               | Points | Victoire(s) | Podium(s) |
| ---- | ----------------- | ------ | ----------- | --------- |
| 1    | Marco Kohler      | 406    | 1           | 4         |
| 2    | Franjo von Allmen | 289    | 1           | 1         |
| 3    | Nejc Naralocnik   | 289    |             | 3         |
| 4    | Stefan Rieser     | 234    | 2           | 2         |
| 5    | Pietro Zazzi      | 231    |             | 2         |
| 6    | Marco Pfiffner    | 231    | 1           | 1         |
| 7    | Luis Vogt         | 206    |             | 1         |
| 8    | Alexander Cameron | 200    | 2           | 2         |
| 9    | Josua Mettler     | 197    |             | 1         |
| 10   | Felix Hacker      | 171    |             |           |

| Rang | Nom                 | Points | Victoire(s) | Podium(s) |
| ---- | ------------------- | ------ | ----------- | --------- |
| 1    | Nadine Fest         | 506    | 2           | 5         |
| 2    | Christina Ager      | 379    | 1           | 3         |
| 3    | Sabrina Maier       | 331    | 1           | 2         |
| 4    | Delia Durrer        | 306    | 1           | 2         |
| 5    | Vanessa Nussbaumer  | 302    | 1           | 1         |
| 6    | Keely Cashman       | 215    |             | 1         |
| 7    | Stephanie Jenal     | 207    |             | 1         |
| 8    | Lena Wechner        | 205    |             |           |
| 9    | Elvedina Muzaferija | 190    |             | 1         |
| 10   | Emily Schöpf        | 159    |             |           |

### Super G
| Rang | Nom                | Points | Victoire(s) | Podium(s) |
| ---- | ------------------ | ------ | ----------- | --------- |
| 1    | Arnaud Boisset     | 458    | 1           | 4         |
| 2    | Gilles Roulin      | 433    | 3           | 3         |
| 3    | Florian Schieder   | 383    | 1           | 2         |
| 4    | Andreas Ploier     | 301    | 1           | 1         |
| 5    | Christophe Torrent | 268    |             | 1         |
| 6    | Josua Mettler      | 263    | 1           | 1         |
| 7    | Felix Hacker       | 259    |             | 3         |
| 8    | Stefan Rieser      | 258    |             | 2         |
| 9    | Manuel Traninger   | 250    | 1           | 1         |
| 10   | Nicolo Molteni     | 217    | 1           | 1         |

| Rang | Nom                        | Points | Victoire(s) | Podium(s) |
| ---- | -------------------------- | ------ | ----------- | --------- |
| 1    | Michaela Heider            | 557    | 2           | 5         |
| 2    | Michelle Niederwieser      | 470    | 1           | 4         |
| 3    | Christina Ager             | 410    | 3           | 4         |
| 4    | Sabrina Maier              | 343    |             | 2         |
| 5    | Nadine Fest                | 314    | 1           | 4         |
| 6    | Katrin Hirtl-Stangassinger | 292    |             | 1         |
| 7    | Karen Smadja-Clément       | 285    | 1           | 3         |
| 8    | Janine Schmitt             | 212    | 1           |           |
| 9    | Vanessa Nussbaumer         | 209    |             |           |
| 10   | Stephanie Jenal            | 191    |             | 1         |

### Géant
| Rang | Nom               | Points | Victoire(s) | Podium(s) |
| ---- | ----------------- | ------ | ----------- | --------- |
| 1    | Josua Mettler     | 396    | 1           | 3         |
| 2    | Livio Simonet     | 387    | 2           | 2         |
| 3    | Marco Fischbacher | 369    | 1           | 3         |
| 4    | Hannes Zingerle   | 365    | 1           | 3         |
| 5    | Fredrik Møller    | 347    | 2           | 2         |
| 6    | Alex Vinatzer     | 339    |             | 3         |
| 7    | George Steffey    | 291    | 1           | 3         |
| 8    | Harry Laidlaw     | 233    |             | 1         |
| 8    | Semyel Bissig     | 233    |             |           |
| 10   | Kaspar Kindem     | 175    |             | 1         |

| Rang | Nom                  | Points | Victoire(s) | Podium(s) |
| ---- | -------------------- | ------ | ----------- | --------- |
| 1    | Hilma Lövblom        | 516    | 2           | 4         |
| 2    | Elisabeth Kappaurer  | 480    |             | 6         |
| 3    | Elisa Platino        | 440    |             | 1         |
| 4    | Mélanie Meillard     | 406    | 2           | 4         |
| 5    | Doriane Escané       | 390    | 1           | 3         |
| 6    | Asja Zenere          | 376    | 3           | 3         |
| 7    | Beatrice Sola        | 227    |             | 2         |
| 8    | Moa Boström Müssener | 206    |             | 1         |
| 9    | Vanessa Kasper       | 202    |             | 1         |
| 10   | Jessica Hilzinger    | 180    | 1           | 2         |

### Slalom
| Rang | Nom                      | Points | Victoire(s) | Podium(s) |
| ---- | ------------------------ | ------ | ----------- | --------- |
| 1    | Halvor Hilde Gunleiksrud | 397    | 2           | 5         |
| 2    | Steven Amiez             | 374    | 1           | 5         |
| 3    | Joaquim Salarich         | 370    | 2           | 3         |
| 4    | Tanguy Nef               | 290    | 1           | 3         |
| 5    | Simon Rüland             | 290    |             | 1         |
| 6    | Sandro Simonet           | 280    |             | 2         |
| 7    | Jett Seymour             | 230    | 1           | 2         |
| 8    | Marc Digruber            | 223    |             |           |
| 9    | Noel von Grünigen        | 211    |             |           |
| 10   | Juan Del Campo           | 197    |             |           |

| Rang | Nom                     | Points | Victoire(s) | Podium(s) |
| ---- | ----------------------- | ------ | ----------- | --------- |
| 1    | Moa Boström Müssener    | 477    | 1           | 5         |
| 2    | Beatrice Sola           | 419    |             | 2         |
| 3    | Cornelia Öhlund         | 410    | 3           | 3         |
| 4    | Bianca Bakke Westhoff   | 390    |             | 1         |
| 5    | Marie Lamure            | 374    | 3           | 3         |
| 6    | Andrine Mårstøl         | 349    |             | 2         |
| 7    | Nicole Good             | 258    | 1           | 2         |
| 8    | Lucrezia Lorenzi        | 257    |             | 1         |
| 9    | Lisa Hörhager           | 223    |             | 1         |
| 10   | Vera Tschurtschenthaler | 207    |             | 1         |

## Coupe des Nations
| Rang | Nation   | Points | Victoire(s) | Podium(s) |
| ---- | -------- | ------ | ----------- | --------- |
| 1    | Suisse   | 11497  | 14          | 43        |
| 2    | Autriche | 10283  | 17          | 55        |
| 3    | Italie   | 8619   | 7           | 24        |
| 4    | France   | 4910   | 8           | 22        |
| 5    | Norvège  | 3192   | 4           | 13        |

| Rang | Nation   | Points | Victoire(s) | Podium(s) |
| ---- | -------- | ------ | ----------- | --------- |
| 1    | Suisse   | 7141   | 9           | 29        |
| 2    | Italie   | 3621   | 4           | 14        |
| 3    | Autriche | 3493   | 4           | 14        |
| 4    | France   | 2074   | 1           | 10        |
| 5    | Norvège  | 1913   | 4           | 9         |

| Rang | Nation   | Points | Victoire(s) | Podium(s) |
| ---- | -------- | ------ | ----------- | --------- |
| 1    | Autriche | 6790   | 13          | 41        |
| 2    | Italie   | 4998   | 3           | 10        |
| 3    | Suisse   | 4356   | 5           | 14        |
| 4    | France   | 2836   | 7           | 12        |
| 5    | Suède    | 2470   | 6           | 15        |

## Calendrier et résultats

### Messieurs
| N°      | Lieu                       | Date              | Épreuve  | Vainqueur                                                    | Deuxième                                                     | Troisième                                                    |
| ------- | -------------------------- | ----------------- | -------- | ------------------------------------------------------------ | ------------------------------------------------------------ | ------------------------------------------------------------ |
| 1       | Gurgl                      | 1er décembre 2022 | Géant    | Josua Mettler                                                | Fabian Gratz (it)                                            | George Steffey (it)                                          |
| 2       | Gurgl                      | 2 décembre 2022   | Géant    | Sam Maes                                                     | Loévan Parand                                                | George Steffey (it)                                          |
| 3       | Santa Caterina di Valfurva | 6 décembre 2022   | Super G  | Josua Mettler                                                | Andreas Ploier (it)                                          | Stefan Rieser                                                |
| 4       | Santa Caterina di Valfurva | 7 décembre 2022   | Super G  | Andreas Ploier (it)                                          | Joan Verdú                                                   | Stefan Rieser                                                |
| 5       | Zinal                      | 12 décembre 2022  | Géant    | Livio Simonet                                                | Alex Vinatzer                                                | Halvor Hidle Gunleiksrud                                     |
| 6       | Zinal                      | 13 décembre 2022  | Géant    | Livio Simonet                                                | Josua Mettler                                                | Léo Anguenot                                                 |
| 7       | Obereggen                  | 15 décembre 2022  | Slalom   | Steven Amiez                                                 | Simon Rueland (it)                                           | Sandro Simonet                                               |
| 8       | Val di Fassa               | 16 décembre 2022  | Slalom   | Alex Vinatzer                                                | Marc Rochat                                                  | Steven Amiez                                                 |
| 9       | Saint-Moritz               | 20 décembre 2022  | Descente | Cameron Alexander                                            | Christopher Neumayer                                         | Luis Vogt (it)                                               |
| 10      | Saint-Moritz               | 22 décembre 2022  | Descente | Cameron Alexander                                            | Gilles Roulin                                                | Nejc Naraločnik (it)                                         |
| 11      | Wengen                     | 6 janvier 2023    | Super G  | Nicolò Molteni (it)                                          | Denis Corthay (it)                                           | Elian Lehto Florian Loriot                                   |
| 12      | Wengen                     | 7 janvier 2023    | Super G  | Gilles Roulin                                                | Alexis Monney                                                | Elian Lehto                                                  |
| 13      | Tarvisio                   | 12 janvier 2023   | Descente | Stefan Rieser                                                | Pietro Zazzi (it)                                            | Marco Kohler                                                 |
| 14      | Tarvisio                   | 13 janvier 2022   | Descente | Stefan Rieser                                                | Marco Kohler                                                 | Pietro Zazzi (it)                                            |
| -       | Berchtesgaden              | 15 janvier 2023   | Slalom   | Épreuves reportées les 17 et 18 février dans la même station | Épreuves reportées les 17 et 18 février dans la même station | Épreuves reportées les 17 et 18 février dans la même station |
| -       | Berchtesgaden              | 16 janvier 2023   | Slalom   | Épreuves reportées les 17 et 18 février dans la même station | Épreuves reportées les 17 et 18 février dans la même station | Épreuves reportées les 17 et 18 février dans la même station |
| 15      | Orcières-Merlette          | 29 janvier 2023   | Descente | Franjo von Allmen                                            | Marco Kohler                                                 | Nejc Naraločnik (it)                                         |
| 16      | Orcières-Merlette          | 30 janvier 2023   | Descente | Marco Kohler                                                 | Josua Mettler                                                | Nicolò Molteni (it)                                          |
| 17      | Orcières-Merlette          | 31 janvier 2023   | Super G  | Gilles Roulin                                                | Felix Hacker (it)                                            | Arnaud Boisset                                               |
| 18      | Orcières-Merlette          | 1er février 2023  | Super G  | Manuel Traninger                                             | Christophe Torrent (it)                                      | Felix Hacker (it)                                            |
| 19      | Folgaria                   | 6 février 2023    | Géant    | George Steffey (it)                                          | Harry Laidlaw                                                | Hannes Zingerle (it)                                         |
| 20      | Folgaria                   | 7 février 2023    | Géant    | Fredrik Møller                                               | Hannes Zingerle (it)                                         | Marco Fischbacher (it)                                       |
| 21      | Jaun                       | 10 février 2023   | Slalom   | Jett Seymour (it)                                            | Sandro Simonet                                               | Halvor Hilde Gunleiksrud (it)                                |
| 22      | Jaun                       | 11 février 2023   | Slalom   | Linus Witte (it)                                             | Jett Seymour (it)                                            | Halvor Hilde Gunleiksrud (it)                                |
| 23      | Garmisch                   | 14 février 2023   | Super G  | Florian Schieder                                             | Arnaud Boisset                                               | Felix Hacker (it)                                            |
| 24      | Garmisch                   | 15 février 2023   | Super G  | Arnaud Boisset                                               | Florian Schieder                                             | Christof Innerhofer                                          |
| 25      | Berchtesgaden              | 17 février 2023   | Slalom   | Halvor Hilde Gunleiksrud (it)                                | Theodor Bräken                                               | Steven Amiez                                                 |
| 26      | Berchtesgaden              | 18 février 2023   | Slalom   | Halvor Hilde Gunleiksrud (it)                                | Johannes Strolz                                              | Tanguy Nef                                                   |
| -       | Saalbach                   | 2 mars 2023       | Descente | Épreuves annulées                                            | Épreuves annulées                                            | Épreuves annulées                                            |
| -       | Saalbach                   | 3 mars 2023       | Descente | Épreuves annulées                                            | Épreuves annulées                                            | Épreuves annulées                                            |
| 29      | Gällivare                  | 7 mars 2023       | Géant    | Marco Fischbacher (it)                                       | Kaspar Kindem                                                | Alex Vinatzer                                                |
| 30      | Gällivare                  | 8 mars 2023       | Géant    | Hannes Zingerle (it)                                         | Alex Vinatzer                                                | Marco Fischbacher (it)                                       |
| 31      | Levi                       | 10 mars 2023      | Slalom   | Tanguy Nef                                                   | Joaquim Salarich                                             | Steven Amiez                                                 |
| 32      | Levi                       | 11 mars 2023      | Slalom   | Joaquim Salarich                                             | Tanguy Nef                                                   | Halvor Hilde Gunleiksrud (it)                                |
| Finales |                            |                   |          |                                                              |                                                              |                                                              |
| 33      | Narvik                     | 13 mars 2023      | Géant    | Fredrik Møller                                               | Joshua Sturm                                                 | Josua Mettler                                                |
| 34      | Narvik                     | 14 mars 2023      | Slalom   | Joaquim Salarich                                             | Steven Amiez                                                 | Hugo Desgrippes                                              |
| 35      | Narvik                     | 17 mars 2023      | Descente | Marco Pfiffner                                               | Nejc Naraločnik (it)                                         | Marco Schramm                                                |
| 36      | Narvik                     | 19 mars 2023      | Super G  | Gilles Roulin                                                | Arnaud Boisset                                               | Léo Ducros                                                   |

### Dames
| N°      | Lieu                 | Date              | Épreuve  | Vainqueur                                               | Deuxième                                                | Troisième                                               |
| ------- | -------------------- | ----------------- | -------- | ------------------------------------------------------- | ------------------------------------------------------- | ------------------------------------------------------- |
| 1       | Mayrhofen            | 28 novembre 2022  | Géant    | Doriane Escané                                          | Stella Johansson (it)                                   | Clarisse Brèche Moa Boström Müssener                    |
| 2       | Mayrhofen            | 29 novembre 2022  | Slalom   | Moa Boström Müssener                                    | Lucrezia Lorenzi (it)                                   | Vera Tschurtschenthaler (it)                            |
| 3       | Zinal                | 1er décembre 2022 | Super G  | Karen Smadja-Clément                                    | Michaela Heider (de)                                    | Sabrina Maier (de)                                      |
| 4       | Zinal                | 2 décembre 2022   | Super G  | Janine Schmitt                                          | Michaela Heider (de)                                    | Karen Smadja-Clément                                    |
| 5       | Zinal                | 5 décembre 2022   | Géant    | Asja Zenere (it)                                        | Jessica Hilzinger                                       | Doriane Escané                                          |
| 6       | Zinal                | 6 décembre 2022   | Géant    | Jessica Hilzinger                                       | Magdalena Łuczak (it)                                   | Elisabeth Kappaurer                                     |
| 7       | Ponte di Legno       | 13 décembre 2022  | Géant    | Asja Zenere (it)                                        | Elisabeth Kappaurer                                     | Vivianne Härri                                          |
| 8       | Ponte di Legno       | 14 décembre 2022  | Géant    | Asja Zenere (it)                                        | Elisa Platino (it)                                      | Hilma Lövblom (it)                                      |
| 9       | Valle Aurina/Ahrntal | 16 décembre 2022  | Slalom,  | Paula Moltzan                                           | Lisa Hörhager (it)                                      | Moa Boström Müssener                                    |
| 10      | Valle Aurina/Ahrntal | 17 décembre 2022  | Slalom,  | Nicole Good                                             | Moa Boström Müssener                                    | Emelie Henning (sv)                                     |
| 11      | Zauchensee           | 11 janvier 2023   | Descente | Sabrina Maier (de)                                      | Magdalena Egger                                         | Michelle Niederwisser                                   |
| 12      | Zauchensee           | 11 janvier 2023   | Descente | Vanessa Nußbaumer (it)                                  | Christina Ager                                          | Delia Durrer                                            |
| 13      | Zauchensee           | 12 janvier 2023   | Super G  | Michaela Heider (de)                                    | Sabrina Maier (de)                                      | Michelle Niederwisser                                   |
| -       | Meiringen-Hasliberg  | 14 janvier 2023   | Slalom   | Épreuves remplacées par Pozza di Fassa aux mêmes dates. | Épreuves remplacées par Pozza di Fassa aux mêmes dates. | Épreuves remplacées par Pozza di Fassa aux mêmes dates. |
| -       | Meiringen-Hasliberg  | 15 janvier 2023   | Slalom   | Épreuves remplacées par Pozza di Fassa aux mêmes dates. | Épreuves remplacées par Pozza di Fassa aux mêmes dates. | Épreuves remplacées par Pozza di Fassa aux mêmes dates. |
| 14      | Pozza di Fassa       | 14 janvier 2023   | Slalom   | Cornelia Öhlund                                         | Beatrice Sola                                           | Aline Danioth                                           |
| 15      | Pozza di Fassa       | 15 janvier 2023   | Slalom   | Cornelia Öhlund                                         | Aline Danioth                                           | Asa Andō                                                |
| 16      | Vaujany              | 27 janvier 2023   | Slalom   | Doriane Escané                                          | Bianca Bakke Westhoff                                   | Estelle Alphand                                         |
| 17      | Vaujany              | 28 janvier 2023   | Slalom   | Cornelia Öhlund                                         | Andrine Mårstøl (it)                                    | Beatrice Sola                                           |
| 18      | Châtel               | 1er février 2023  | Descente | Christina Ager                                          | Nadine Fest                                             | Juliana Suter                                           |
| 19      | Châtel               | 2 février 2023    | Descente | Delia Durrer                                            | Christina Ager                                          | Nadine Fest                                             |
| 20      | Châtel               | 3 février 2023    | Super G, | Christina Ager                                          | Michelle Niederwieser (it)                              | Stephanie Jenal                                         |
| 21      | Sarntal              | 6 février 2023    | Super G  | Nadine Fest                                             | Katrin Hirtl-Stanggaßinger (de)                         | Christina Ager                                          |
| 22      | Sarntal              | 7 février 2023    | Super G  | Christina Ager                                          | Elisabeth Reisinger                                     | Nadine Fest                                             |
| 23      | Maribor              | 9 février 2023    | Géant    | Mélanie Meillard                                        | Hilma Lövblom (it)                                      | Elisabeth Kappaurer                                     |
| 24      | Maribor              | 10 février 2023   | Géant    | Mélanie Meillard                                        | Elisa Platino (it)                                      | Neja Dvornik                                            |
| 25      | Sarajevo/Bjelasnica  | 13 février 2023   | Super G  | Christina Ager                                          | Michaela Heider (de)                                    | Nadine Fest                                             |
| 26      | Sarajevo/Bjelasnica  | 13 février 2023   | Super G  | Michelle Niederwieser (it)                              | Nadine Fest                                             | Sandra Absmann (it)                                     |
| 27      | Crans-Montana        | 18 février 2023   | Descente | Nadine Fest                                             | Elvedina Muzaferija                                     | Stephanie Jenal                                         |
| 28      | Crans-Montana        | 19 février 2023   | Descente | Nadine Fest                                             | Keely Cashman                                           | Sabrina Maier (de)                                      |
| 29      | Gällivare            | 4 mars 2023       | Géant    | Hilma Lövblom (it)                                      | Elisabeth Kappaurer                                     | Doriane Escané                                          |
| 30      | Gällivare            | 5 mars 2022       | Géant    | Hilma Lövblom (it)                                      | Elisabeth Kappaurer                                     | Marte Monsen                                            |
| 31      | Suomu                | 7 mars 2023       | Slalom   | Marie Lamure                                            | Andrine Mårstøl (it)                                    | Moa Boström Müssener                                    |
| 32      | Suomu                | 8 mars 2023       | Slalom   | Marie Lamure                                            | Anita Gulli (it)                                        | Moa Boström Müssener                                    |
| Finales |                      |                   |          |                                                         |                                                         |                                                         |
| 33      | Narvik               | 13 mars 2023      | Géant    | Michaela Heider (de)                                    | Elisabeth Kappaurer                                     | Mélanie Meillard                                        |
| 34      | Narvik               | 14 mars 2023      | Slalom   | Marie Lamure                                            | Nicole Good                                             | Mélanie Meillard                                        |
| 35      | Narvik               | 17 mars 2023      | Descente | Camille Cerutti                                         | Nadine Fest                                             | Stefanie Fleckenstein                                   |
| 36      | Narvik               | 18 mars 2023      | Super G  | Michaela Heider (de)                                    | Michelle Niederwieser (it)                              | Karen Smadja-Clément                                    |